# Disney Junior (Royaume-Uni et Irlande)
Disney Junior (anciennement Playhouse Disney) était une chaîne appartenant à la Walt Disney Company.

## Histoire
Playhouse Disney a été lancée le 29 septembre 2000 en même temps que Toon Disney (Royaume-Uni et Irlande).
Un bloc matinal Playhouse Disney a également été lancé sur ABC1 durant l'été 2006.
Playhouse Disney +, une chaîne de décalage horaire de 25 minutes, a remplacé ABC1 le 26 septembre 2007.
Playhouse Disney + est devenu une chaîne de décalage d'une heure le 11 février 2011 puis Playhouse Disney et Playhouse Disney + sont devenus Disney Junior et Disney Junior +1 le 7 mai 2011.
Disney Junior est lancée en HD en avril 2013.
Le 25 juin 2020, Disney annonce l'arrêt de la chaîne Disney Junior pour le 1er octobre 2020, depuis le lancement réussi de Disney+ au Royaume-Uni et en Irlande.

## Identité visuelle (logos)

Logo de Playhouse Disney de 15 mars 2003 au 7 mai 2011
Logo de Disney Junior HD d'avril 2013 au 11 février 2019.
Logo de Disney Junior du 11 février 2019 au 30 septembre 2020.

## Diffusion
Disney Junior était disponible sur Sky, Virgin Media, TalkTalk, BT, Plusnet et Eir Vision. Disney Junior +1 était uniquement sur Sky et Virgin Media.